# Ніхонкайські гірські листяні ліси

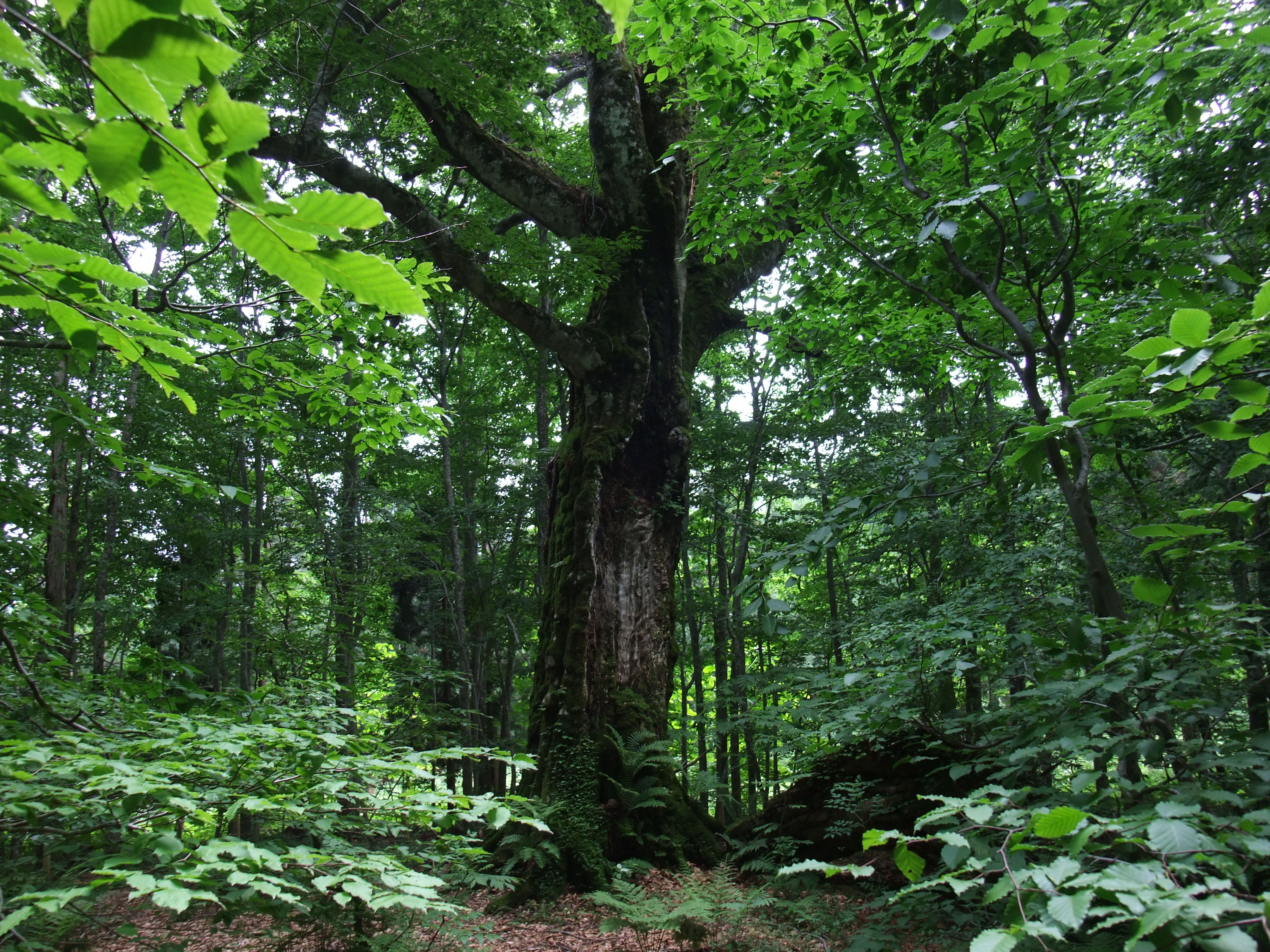
Чотирьохсотлітнє букове дерево в лісі Ліс Дакедай (гори Сіракамі)

Ніхонкайські гірські листяні ліси (ідентифікатор WWF: PA0428) — палеарктичний екорегіон помірних широколистяних та мішаних лісів, розташований в Японії.

## Географія
Екорегіон ніхонкайських гірських листяних лісів охоплює частину острова Хонсю та південний захід острова Хоккайдо. На південному заході екорегіон охоплює гірські вершини регіону Тюґоку. Далі на північ він простягається вздовж західних схилів гір острова Хонсю, що виходять до Японського моря (яке японською мовою називається Ніхонкай). Північніше екорегіон розшироюється і охоплює майже всю північну частину Хонсю, а також півострів Осіма на південному заході Хоккайдо та сусідний острів Окушірі. Рельєф екорегіону переважно гористий. Його середня висота становить 523 м над рівнем моря, а висота найвищих гірських вершин становить близько 3000 м. Серед гір екорегіону слід відзначити діючий вулкан Асама висотою 2542 м.
На заході, в прибережних районах Японського моря екорегіон переходить у ніхонкайські вічнозелені ліси, а на сході, в горах острова Хонсю, — у японські тихоокеанські гірські листяні ліси. На найвищих гірських вершинах екорегіон переходить у альпійські хвойні ліси Хонсю.

## Клімат
В межах екорегіону переважає вологий континентальний клімат (Dfa або Dfb за класифікацією кліматів Кеппена), який характеризується високими перепадами температур, спекотним літом та м'якою, сніжною зимою. Влітку температура може досягати 30 °C, а взимку може опускатися нижче 0 °C. Середньомісячна кількість опадів становить менше 100 мм. Північна частина регіону має дещо більш прохолодний і посушливий клімат, ніж решта екорегіону.

## Флора і фауна
Рослинний покрив екорегіону представлений листяними лісами, основу яких складають зарубчасті буки (Fagus crenata), японські багрянники або кацура (Cercidiphyllum japonicum), японські граби (Carpinus japonica) та японські вишні або сакури (Prunus serrulata). Навесні сакури вкриваються ніжними білими або рожевими квітами, а восени листя в лісах набуває полум'яно-червоного, помаранчевого та коричневого кольорів, перш ніж опадає. В деяких частинах екорегіону на низьких висотах зустрічаються монгольські дуби (Quercus mongolica), японські каштани (Castanea crenata) та пилчасті дуби (Quercus serrata). В підліску лісів регіону домінує курильська саза (Sasa kurilensis), різновид карликових бамбуків. Серед рідкісних рослин, поширених в екорегіоні, слід відзначити червонувату лілію (Lilium rubellum), яка росте на схилах гір Асакуса та Айдзу-Асахідаке.
Серед поширених в екорегіоні ссавців слід відзначити японського оленя (Cervus nippon), японського серау (Capricornis crispus), японського кабана (Sus scrofa leucomystax), японську лисицю або кіцуне (Vulpes vulpes japonica), японського єнота або танукі (Nyctereutes viverrinus), японського борсука (Meles anakuma), японську куницю (Martes melampus), майже ендемічного японського горностая (Mustela erminea nippon), японського тхора (Mustela itatsi), японського зайця (Lepus brachyurus), японського вовчка (Glirulus japonicus), японську вивірку (Sciurus lis), велетенську японську летягу (Petaurista leucogenys), японську політуху (Pteromys momonga), японського гірського крота (Oreoscaptor mizura), малого кротовця (Mogera imaizumii) та рідкісного японського білогрудого ведмедя (Ursus thibetanus japonicus). Також в лісах регіону мешкають японські макаки (Macaca fuscata), щільна сіро-коричнева шерсть яких дозволяє їм мешкати найпівнічніше серед усіх приматів на планеті. Ендеміками екорегіону є японські ласиці (Mustela nivalis namiyei). Раніше в екорегіоні також зустрічалися японські вовки (Canis lupus hodophilax) та японські видри (Lutra nippon), однак наразі вони повністю вимерли.
Серед поширених в екорегіоні птахів слід відзначити японського фазана (Phasianus versicolor), японського мікадо (Syrmaticus soemmerringii), беркута (Aquila chrysaetos), японського яструба (Accipiter gularis), гірського орла-чубаня (Nisaetus nipalensis), японську сплюшку (Otus semitorques), чорну жовну (Dryocopus martius), японську жовну (Picus awokera), японського вінаго (Treron sieboldii), японського шпака (Agropsar philippensis), японського соловейка (Larvivora akahige), японського окулярника (Zosterops japonicus), сизу вівсянку (Emberiza variabilis) та майже ендемічну японську вівсянку (Emberiza sulphurata).
Серед поширених в екорегіоні плазунів слід відзначити живородну ящірку (Zootoca vivipara), японського сцинка (Plestiodon latiscutatus), японську довгохвостку (Takydromus tachydromoides), малолускатого полоза (Elaphe quadrivirgata), острівного полоза (Elaphe climacophora), японського полоза (Euprepiophis conspicillata), східного вовкозуба (Lycodon orientalis), японського вужа (Hebius vibakari) та японську водяну черепаху (Mauremys japonica).

## Збереження
Оцінка 2017 року показала, що 17 763 км², або 22 % екорегіону, є заповідними територіями. Природоохоронні території включають: Національний парк Бандай-Асахі, Національний парк Тюбусанґаку, Національний парк Одзе. Гори Сіракамі-Санті, розташовані на півночі Хонсю, у 1993 році були внесені до списку Світової спадщини ЮНЕСКО.